# Kalama (Washington)
Kalama ist eine Stadt (City) im Cowlitz County im US-Bundesstaat Washington. Es ist Teil der Longview-Metropolitan Statistical Area. Das U.S. Census Bureau hat bei der Volkszählung 2020 eine Einwohnerzahl von 2959 ermittelt.

## History

### Name
Nach den Washington State Place Names von James W. Phillips benannte General John W. Sprague von der Northern Pacific Railroad die Stadt 1871 nach dem indianischen Wort calama, was so viel wie „schönes Mädchen“ bedeutet. Es gibt allerdings eine weitere Geschichte: Gabriel Franchere schrieb 1811 über ein Indianerdorf an der Mündung des Kalama River und fügte hinzu, es werde „Thlakalamah“ genannt (womit er eine frühere Beschreibung als alle anderen gab).

### Besiedlung und frühe Jahre
Kalama wurde zuerst von Indianern besiedelt, genau genommen von den Mitgliedern des Stammes der Cowlitz. Die Ankunft der ersten weißen Siedler wird auf 1853 datiert. Es waren dies Ezra Meeker und seine Familie. Nur ein Jahr später ging Meeker nordwärts nach Puyallup, verkaufte aber sein Donation Land Claim (ein Stück Land, das nach dem gleichnamigen Bundesgesetz von den Vereinigten Staaten an Siedler übereignet wurde) an einen Mr. Davenport, welcher zusammen mit einigen anderen ständig im Kalama-Gebiet siedelte. Anfang 1870 erreichten Erkunder der Northern Pacific Railway das Cowlitz County, um einen perfekten Endpunkt für eine Eisenbahnstrecke am Columbia River zu finden. Nach fehlgeschlagenen Verhandlungen über ein Donation Land Claim in Martin’s Bluff, vier Meilen (6,4 km) südlich von Kalama, erwarben die Verantwortlichen der Northern Pacific 700 Acre (283 ha) für eine Endstation der Bahnstrecke und auch für einen neuen Hauptsitz. Die Bevölkerung schwoll durch die Angestellten der Northern Pacific Railway an.

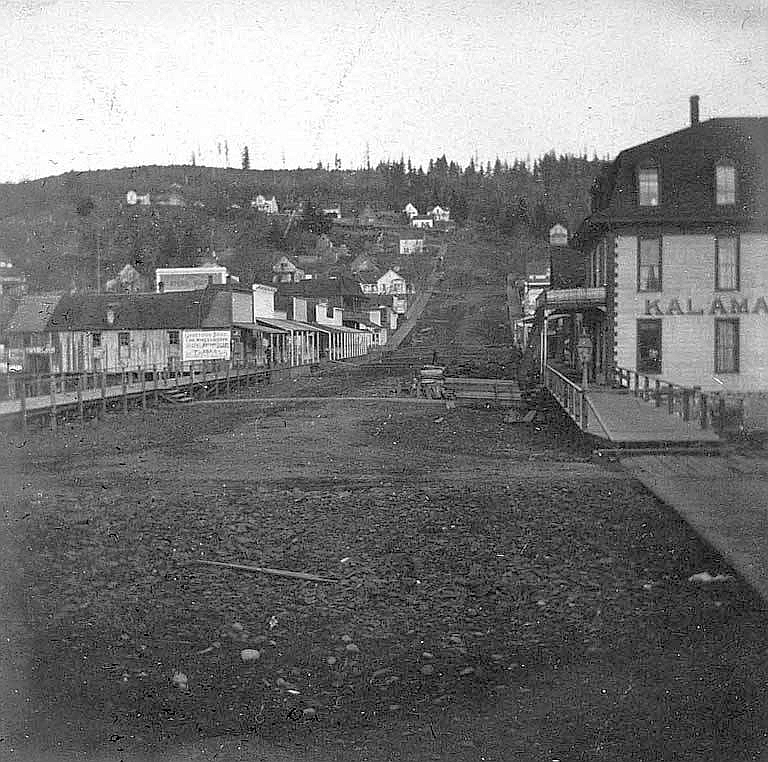
Kalama 1900

Kalama war praktisch eine Werkssiedlung der Northern Pacific. Es wurde inoffiziell im Mai 1870 gegründet, als die Northern Pacific Railroad den ersten Spatenstich ausführte. Die Northern Pacific baute einen Reparaturstützpunkt, ein Sägewerk, ein Ausbesserungswerk, einen Lokschuppen, eine Drehscheibe, Hotels, ein Krankenhaus, Läden und Wohnhäuser. Innerhalb weniger Monate explodierte die arbeitende Bevölkerung 1870 auf etwa 3.500 Menschen und die Stadt errichtete Zelte, Saloons, eine Brauerei und eine Spielhalle. Bald hatte die Stadt das Motto „Rail Meets Sail“ (dt. etwa „Bahn trifft Schiff“) kreiert. Arbeitsvermittler gingen nach San Francisco, um Chinesen anzuwerben, die in ihr eigenes Chinatown in einem Stadtteil von Kalama zogen, das heute China Gardens heißt. Die Einwohnerzahl von Kalama erreichte ihren Gipfel bei 5.000, aber Anfang 1874 verlegte die Bahngesellschaft ihr Hauptquartier nach Tacoma und 1877 waren nur noch 700 Menschen in Kalama zurückgeblieben.
Kalama wurde am 29. November 1871 inoffiziell anerkannt. Es diente von 1872 bis 1922 als County Seat des Cowlitz County. Kalama war die nördliche Endstation einer Eisenbahnfähre, die von der Northern Pacific Railway von Goble (Oregon) aus betrieben wurde. Dies war zwischen 1883 und 1909 eine entscheidende Verbindung, bis die Eisenbahnbrücken in Portland fertiggestellt wurden. Kalama entsprang einer Beteiligung von Gen. John W. Sprague an der Northern Pacific Railway, welcher im März 1870 einen Punkt an der Mündung des Kalama River auswählte, um den Startpunkt der Pazifik-Abteilung der Northern Pacific zu markieren. Von dieser Beteiligung aus begann die Northern Pacific ihre Expansion nordwärts zum Puget Sound, um schließlich die Commencement Bay am Ort des heutigen Tacoma zu erreichen, bevor sie bankrottging. Der Bau begann im April 1871 mit einer Truppe vom 800 Männern, von denen im Mai 1871 der „erste Nagel“ eingeschlagen wurde. Der fahrplanmäßige Verkehr von Tacoma nach Kalama begann am 5. Januar 1874. Die Portland-Hunters-Linie wurde im Herbst 1883 fertiggestellt, etwa zur selben Zeit als der zeremonielle „letzte Nagel“ westlich von Helena (Montana) eingeschlagen wurde, um die Fertigstellung der transkontinentalen Verbindung der Northern Pacific Railroad zu markieren. Im folgenden Jahr wurde im Oktober 1884 eine dreigleisige 120 Meter lange Eisenbahnfähre eingerichtet, die den Start von 25 Jahren Fährbetrieb über den Columbia River markierte.
Hunters befand sich nahe dem Südende von Sandy Island, etwa eine Meile (1,6 km) südlich von Goble. Die Fahrzeiten über den Strom waren jedoch exorbitant, wenn die Tacoma gegen die Flut anzukämpfen hatte und die Fährstation wurde schon bald nach Goble am Nordende von Sandy Island, direkt gegenüber von Kalama, verlegt. Die Fähre konnte 12 Personenwaggons oder 27 Güter-Waggons transportieren.

### Historische Gebäude

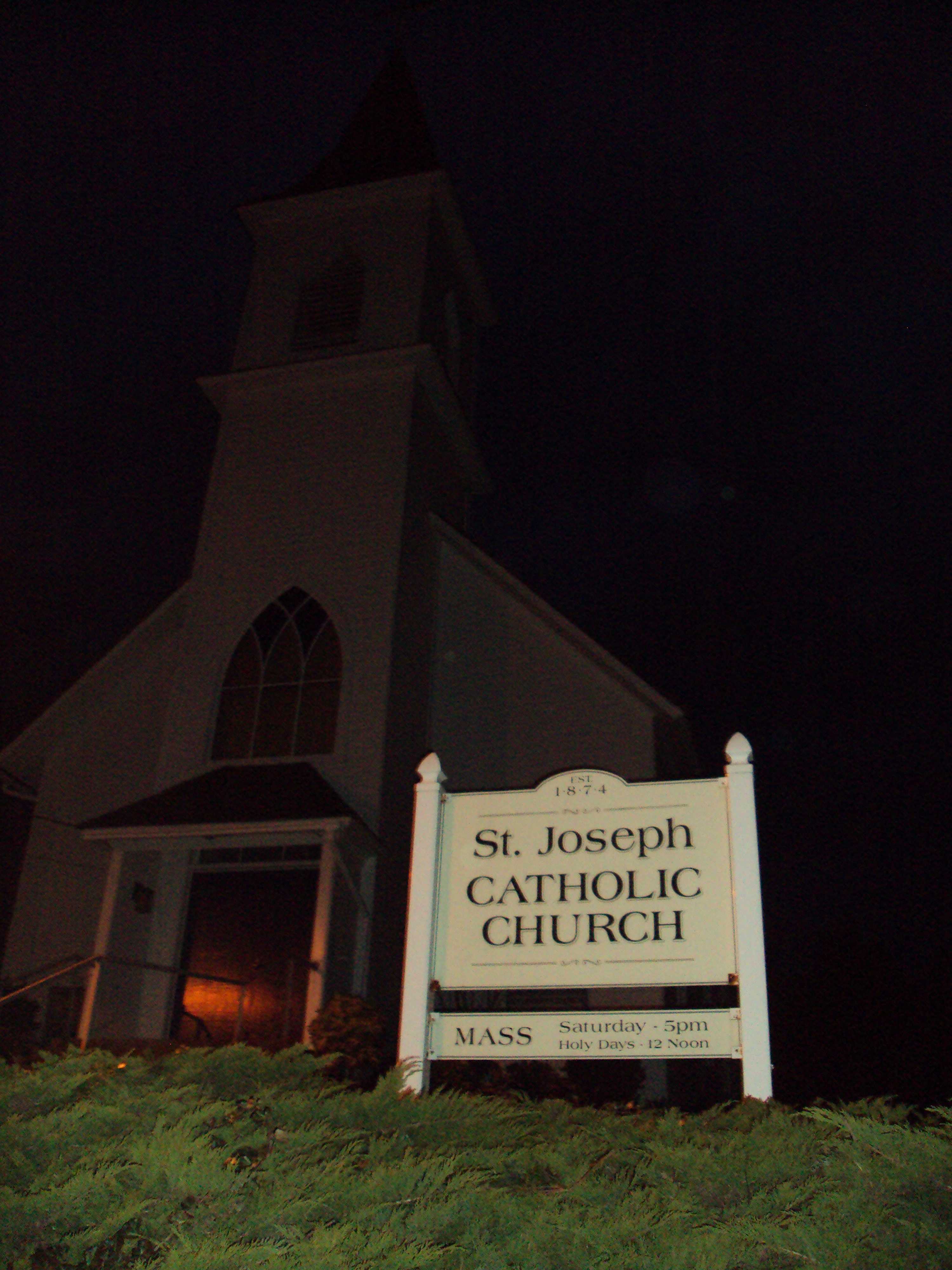
Katholische Gemeinde St. Joseph’s in Kalama

Die katholische Kirche St. Joseph’s wurde 1874 erbaut, etwa zur selben Zeit wie die Eisenbahnstrecke von Kalama nach Tacoma erstmals in Betrieb genommen wurde. Es war die erste und einzige katholische Kirche in Kalama.

## Geographie
Nach den GIS-Daten des Cowlitz County nimmt das Gebiet der anerkannten Stadt Kalama 9,06 km² ein.
Eine Anbindung an Highways erfolgt über die Abfahrten 27, 30 und 32 von der Interstate 5 (I-5). Das Industriegebiet liegt entlang des Flusses, während sich das Geschäftsviertel an der Ostseite der I-5 befindet. Wohngebiete gibt es im Osten auf dem Hügel und dem Steilhang über der Stadt, einige von ihnen bieten einen großartigen Blick über den Columbia River. Die lebhafte Eisenbahnverbindung Portland-Seattle verläuft zwei- oder mehrgleisig parallel zur I-5 im Westen durch die gesamte Stadt.

### Klima
Die Klima-Region, in der Kalama liegt, zeichnet sich durch warme (jedoch nicht heiße) und trockene Sommer aus, deren monatliche Durchschnittstemperaturen 22 °C nicht übersteigen. Nach der Klimaklassifikation nach Köppen und Geiger handelt es sich um ein sommerwarmes Mittelmeerklima (abgekürzt „Csb“).

## Demographie

### Census 2010
Nach der Volkszählung von 2010 gab es in Kalama 2.344 Einwohner, 967 Haushalte und 665 Familien. Die Bevölkerungsdichte betrug 326,7 pro km². Es gab 1.070 Wohneinheiten bei einer mittleren Dichte von 149,2 pro km².
Die Bevölkerung bestand zu 91,3 % aus Weißen, zu 0,6 % aus Afroamerikanern, zu 1,3 % aus Indianern, zu 1,2 % aus Asiaten, zu 0,1 % aus Pazifik-Insulanern, zu 1,8 % aus anderen „Rassen“ und zu 3,7 % aus zwei oder mehr „Rassen“. Hispanics oder Latinos „jeglicher Rasse“ bildeten 4,9 % der Bevölkerung.
Von den 967 Haushalten beherbergten 31,6 % Kinder unter 18 Jahren, 52 % wurden von zusammen lebenden verheirateten Paaren, 11,5 % von alleinerziehenden Müttern und 5,3 % von alleinstehenden Vätern geführt; 31,2 % waren Nicht-Familien. 25,4 % der Haushalte waren Singles und 10,6 % waren alleinstehende über 65-jährige Personen. Die durchschnittliche Haushaltsgröße betrug 2,42 und die durchschnittliche Familiengröße 2,88 Personen.
Der Median des Alters in der Stadt betrug 41,5 Jahre. 23,5 % der Einwohner waren unter 18, 6,3 % zwischen 18 und 24, 24 % zwischen 25 und 44, 29,5 % zwischen 45 und 64 und 16,6 65 Jahre oder älter. Von den Einwohnern waren 48,8 % Männer und 51,2 % Frauen.

## Montgomery House Bed and Breakfast

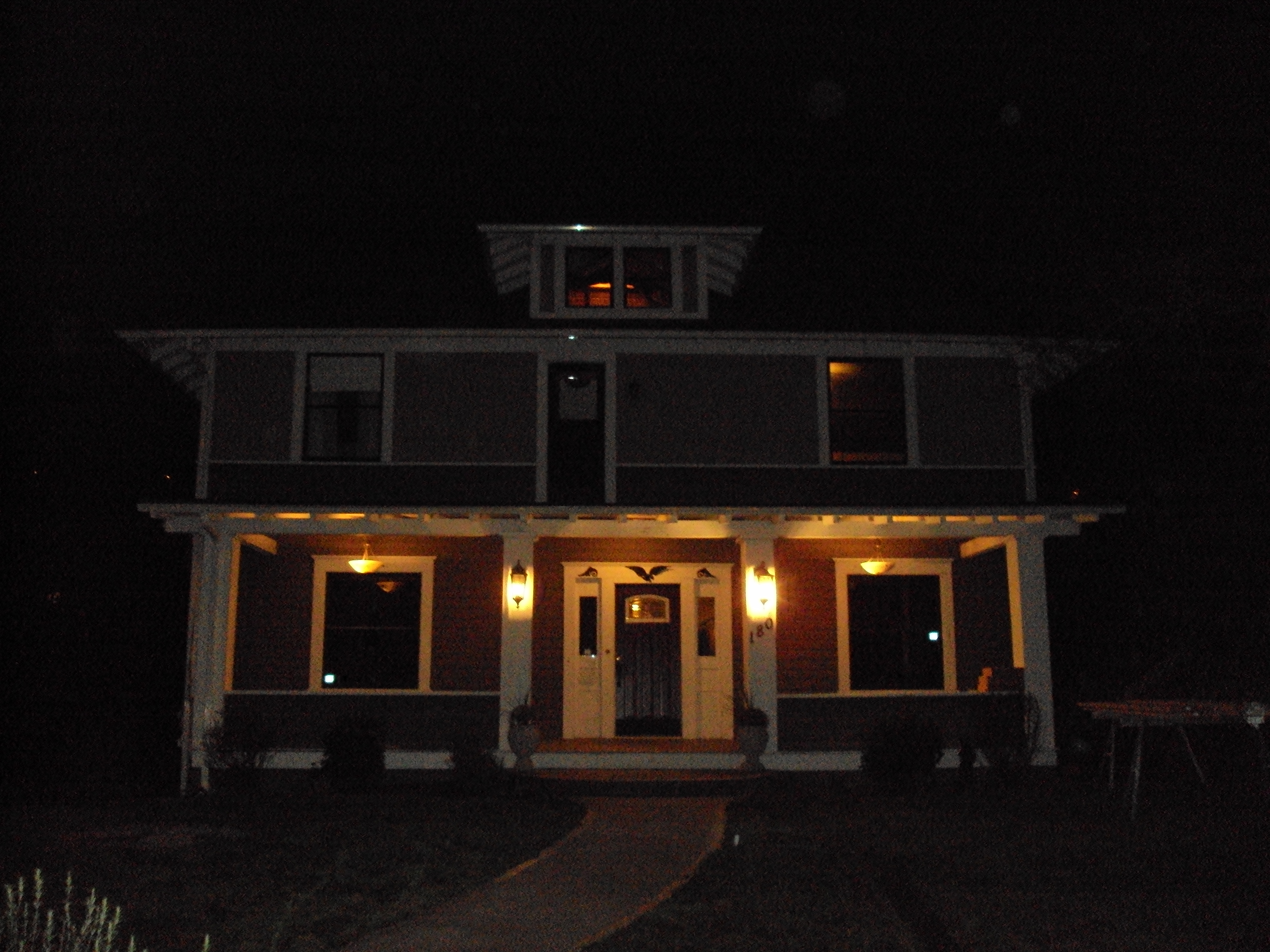
Montgomery House

Das Montgomery House Bed and Breakfast ist ein 1908 auf dem alten Cowlitz-Land gebautes Haus. In einem Dokumentarfilm von 2009 (Montgomery House: The Perfect Haunting von Danielle Egnew) war es der Titelheld. Seit 2013 gibt es in dem Haus kein Bed and Breakfast mehr, es wurde umgebaut.

## Trivia
Kalama ist die Heimstatt des längsten Totempfahls der Welt, der aus einem einzigen Stamm gefertigt wurde; der Pfahl steht inmitten eines Parks am Columbia River, ist 140 ft (42,6 m) lang und wurde von Chief Lelooska gefertigt.

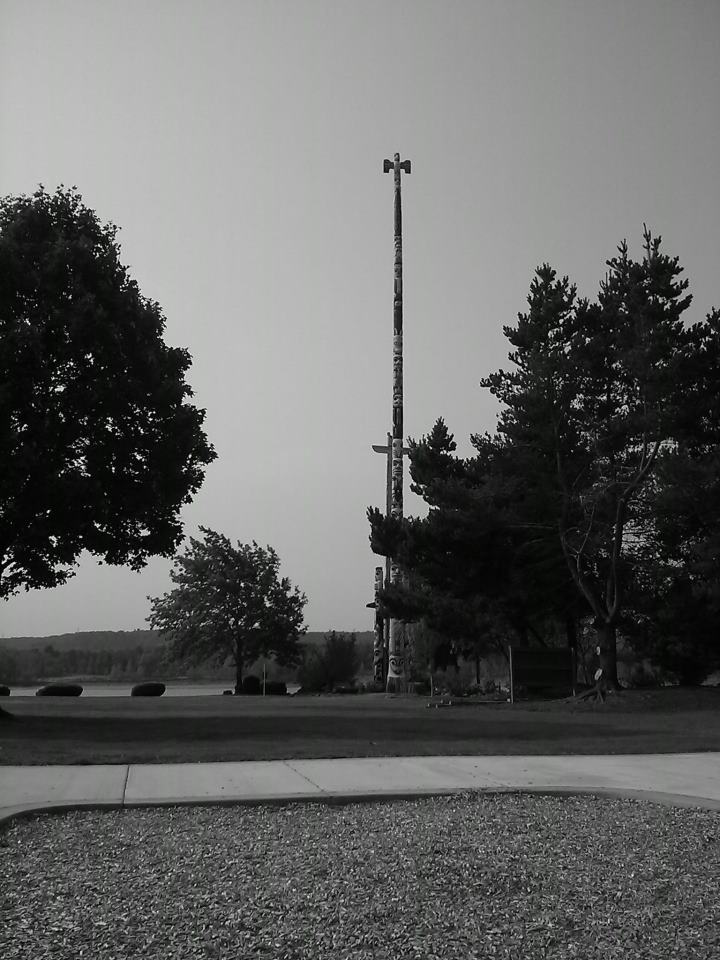
Kalama Totem Pole

Nach einem Schild am Columbia Inn in Kalama, übernachteten Elvis Presley und Jack Benny 1962 im Columbia Inn Hotel.
Einzelne Szenen aus der Twilight-Serie wurden auf dem Kalama H.S.-Parkplatz gedreht.
Jackson Gillis, Autor von Fernsehfilmen, wurde in Kalama geboren.
Anna Kashfi (geborene Joan O’Callaghan) Brando Hannaford, die erste Frau von Marlon Brando, war bis zu ihrem Tod lange Zeit Einwohnerin von Kalama. Kashfi und ihr Sohn Christian Brando sind in Kalama begraben.
Die Craft-Brauerei Pyramid Breweries wurde 1984 in Kalama gegründet.